# ثئوفراستوس

تاریخ طبیعی گیاهان، ۱۵۴۹

ثئوفراستوس (تئوفراستوس - Theophrastos) (۲۸۷–۳۷۲ پ. مΘεόφραστος) در شهر اِرِسوس (Eresos) در جزیرهٔ لسبوس (Lesbos) متولد شد و در آتن نخست شاگرد افلاطون و سپس ارسطو بود. به علت نفوذ سخن و شیرینی گفتارش، ارسطو به وی لقب تئوفراستوس یعنی «سخنگوی خدایی» داد، در حالی که نام اصلی وی تورماتوس (Turmatos) بوده است. ارسطو وی را سرپرست فرزند خود و سپس وصی خویش کرد. وی از سال ۳۲۱، یعنی پس از مرگ استادش تا پایان عمر سرپرست مدرسهٔ ارسطو (لوکیوم - lyceum) بود.

## آثار
وی بنیانگذار دانش گیاه‌شناسی و مؤلف «تاریخ طبیعی گیاهان» در ده کتاب است. کتاب ششم از هشت کتاب او (دربارهٔ اصل گیاهان) در دست است.
اثر دیگر وی «مشخصات اخلاقی» است. وی همچنین گردآورندهٔ کتابی به نام «عقاید طبیعیان» در شانزده یا هجده کتاب است. دربارهٔ عقاید فیلسوفان پیش از افلاطون، که بعدها در دو جلد خلاصه شده بود. آنچه ما از این اثر بزرگ که ثئوفراستوس آن را طی سی و چهار سال با در دسترس داشتن کتابخانه‌های افلاطون و ارسطو که نوشته‌های فیلسوفان پیشین همه در آنها یافت می‌شد، تألیف کرده بود در دست داریم، قطعات بیش و کم کوتاهی بیش نیست. اصل کتاب وی زیر عنوانهای کلی مانند: اصل‌های نخستین، جهان، خدا، رویدادهای آسمانی، روان‌شناسی، فیزیولوژی و زمین‌شناسی فیزیکی تنظیم شده بوده است.
بخش مهم و نسبتاً زیادی از آخرین کتاب مجموعهٔ وی نیز به نام «دربارهٔ احساس» در دو دست‌نوشته از سدهٔ چهاردهم باقی‌مانده است. وی اثر بزرگ دیگری نیز داشته است به نام «دربارهٔ اصلهای نخستین» که خلاصه‌هایی از آن توسط سیمپلیکیوس حفظ شده است. اگرچه خود سیمپلیکیوس برخی از این خلاصه‌ها را از کتاب گم شده‌ای از اسکندر افرودیسی (آلکساندروس افرودیسیاس - Alexandros Aphrodisias) اقتباس کرده است. بخشی از نوشته‌های او دربارهٔ متافیزیک نیز باقی‌مانده است.